# Lycoriella sordida
Lycoriella sordida är en tvåvingeart som beskrevs av Mohrig, Roschmann och Björn Rulik 1999. Lycoriella sordida ingår i släktet Lycoriella och familjen sorgmyggor.
Artens utbredningsområde är Nepal. Inga underarter finns listade i Catalogue of Life.